# Antocha (Antocha) unicollis
Antocha (Antocha) unicollis is een tweevleugelige uit de familie steltmuggen (Limoniidae). De soort komt voor in het Oriëntaals gebied.